# Anabarhynchus wau
Anabarhynchus wau är en tvåvingeart som beskrevs av Lyneborg 2001. Anabarhynchus wau ingår i släktet Anabarhynchus och familjen stilettflugor. Inga underarter finns listade i Catalogue of Life.